# Hrant Bagratian
Hrant Ararati Bagratian (orm. Հրանտ Արարատի Բագրատյան; ur. 18 października 1958 w Erywaniu) – armeński ekonomista, polityk, premier Armenii od 2 lutego 1993 do 4 listopada 1996.

## Życiorys
Urodził się 18 października 1958 w Erywaniu (ówczesna Armeńska SRR). Ukończył Ormiański Państwowy Uniwersytet Ekonomiczny. W ramach pracy naukowej napisał 61 artykułów i 9 książek, jest też autorem pojęcia megaekonomii.
W latach 1990–1993 pełnił urząd ministra finansów Armenii, będąc pierwszą osobą na tym stanowisku po odzyskaniu niepodległości przez kraj. Jego zadaniem była budowa systemu kapitalistycznego. Swój plan gospodarczy kontynuował po zostaniu premierem 2 lutego 1993. W tym czasie kraj był pogrążony w kryzysie gospodarczym. Hiperinflacja w 1992 w związku z uwolnieniem cen wynosiła od 500 do 900%, rok później ceny urosły o 1100%; dochód narodowy spadł o 43%, a produkcja przemysłowa o 52%. Dodatkowo w 1993 czterokrotnie niszczono gazociąg prowadzący z Gruzji do Armenii, co powodowało braki energetyczne, a w listopadzie rząd został zmuszony do opuszczenia strefy rubla rosyjskiego. Podobnie jak Rosja, Armenia miała przejść tzw. terapię szokową. Reformy przyniosły pożądany skutek, Armenia jako pierwsza ze Wspólnoty Niepodległych Państw wyszła z recesji gospodarczej, a Bank Światowy uznał jej reformy za najlepsze w obszarze poradzieckim. Mimo pewnej poprawy sytuacji Bagratian był bardzo niepopularny wśród Ormian, głównie ze względu na rosnące bezrobocie. Podał się do dymisji 4 listopada 1996, w wyniku napięć politycznych w jego partii po rzekomym sfałszowaniu wyborów prezydenckich w 1996 przez ówczesnego prezydenta Lewona Ter-Petrosjana oraz licznych protestach. Spekulowano jednak, że został zmuszony do tej decyzji w celu uspokojenia nastrojów w kraju.
Po rezygnacji poświęcił się badaniom ekonomicznym, na rok został doradcą Międzynarodowego Funduszu Walutowego. Nie porzucił jednak polityki – w 1997 założył partię Wolność, regularnie komentuje też wydarzenia polityczne, będąc w opozycji do rządzących. Zdecydował się na start w wyborach prezydenckich w 2013 jako lider swojej partii. Był przez to krytykowany i nazywany „zdrajcą” – jego udział w wyborach uznano za legitymizację reżimu Serża Sarkisjana. Zajął 3. miejsce, zdobywając 31 643 głosy (2,15%).
Bagratian jest autorem paru kontrowersyjnych wypowiedzi, w 2013 po debacie nad budżetem oskarżył rządzącą Republikańską Partię Armenii o „powrót do marksizmu-leninizmu”, natomiast w 2016 zachęcał do użycia broni nuklearnej przeciwko Azerbejdżanowi (choć Armenia takiej broni nie posiada).

### Życie prywatne
Posługuje się biegle językami: rosyjskim, angielskim i niemieckim. Żonaty z Naną Bagratian, ma dwoje dzieci: syna Ararata i córkę Marię. Gra również na gitarze, jest autorem 15 utworów. Gra w bilard, szachy oraz pływa długodystansowo.